# Дмитриева, Анастасия Сергеевна
Анастасия Сергеевна Дмитриева (род. 21 января  1999) — российская гимнастка. Мастер спорта России 
```
международного класса  
[
1
]
.
```

На 10 сентября 2016 года являлась членом основного состава сборной команды Российской Федерации по спортивной гимнастике.

## Биография
Победительница Первенства Европы (2014) 
Двукратная обладательница Кубка мира среди юниоров (2013) 
Бронзовый призёр международного турнира (2015) 
Победитель международного турнира (2015) 
Победитель международных соревнований (2016) 
Победитель и бронзовый призер международных соревнований на Кубок А.Дитятина (2016)
В 2015 году чемпионате России стала бронзовым призёром в командном многоборье. В личном многоборье была 7-й, в опорном прыжке 6-й, в вольных упражнениях 4-й.
В 2016 году на чемпионате России стала опять бронзовым призёром в командном многоборье. В личном многоборье была 9-й, в вольных упражнениях 6-й, в опорном прыжке завоевала бронзовую медаль.